# Julián Grajales (Jiquipilas)
Julián Grajales es una localidad del estado mexicano de Chiapas. Es parte del municipio de Jiquipilas.

## Toponimia
El nombre de la localidad rinde homenaje a Julián Grajales, general mexicano partícipe de la Segunda intervención francesa en México en favor del bando republicano.

## Demografía
| Gráfica de evolución demográfica |
|                                  |

| Censo | Población |
| ----- | --------- |
| 1940  | 522       |
| 1950  | 696       |
| 1960  | 777       |
| 1970  | 1 335     |
| 1980  | 1 099     |
| 1990  | 1 293     |
| 2000  | 1 135     |
| 2010  | 1 293     |
| 2020  | 1 263     |